# Подводные лодки типа «Сава»
Тип «Сава» (серб. Сава, хорв. Sava) — серия югославских дизель-электрических подводных лодок 1970-х годов. Явились улучшенной версией лодок типа «Херой», отличаясь от них высокой степенью автоматизации, сокращённой численностью экипажа и меньшими размерами, при сохранении остальных тактико-технических характеристик. В 1975—1981 годах на верфях в Сплите были построены две подводные лодки этого класса, по традиции получивших названия в честь югославских рек. Электроника и вооружение для лодок были поставлены из СССР. После распада Югославии в 2003 году обе лодки перешли государству Сербия и Черногория, оставившему на вооружении лишь одну из них. После того, как флот этого государства в 2006 году перешёл к Черногории, последняя из лодок этого типа была вскоре снята с вооружения, в связи с общим сокращением состава флота.

## Представители
| Название            | Номер | Закладка | Спуск на воду | Вступление в строй | Судьба                    |
| ------------------- | ----- | -------- | ------------- | ------------------ | ------------------------- |
| Сава Сава / Sava    | P 831 | 1975     | 1977          | 1978               | снята с вооружения в 2006 |
| Драва Драва / Drava | P 832 | 1978     | 1980          | 1981               | снята с вооружения в 2003 |